# Уђи, ако хоћеш
„Уђи, ако хоћеш” је југословенски филм из 1968 године. Режирао га је Раденко Остојић а сценарио је написао Меша Селимовић.

## Радња
Младић је избачен из родног села те случајно стиже у велики град.
На ветрометини живота, огорчен на самога себе и све око себе, неповерљив према људима који покушавају да му се приближе, тражи смисао свог постојања.
Коначно, проналази властити пут, окусивши притом и неизвесност авантуристе и сигурност коју му нуде старији, али и обичну чисту љубав једне девојке.

## Улоге
| Глумац              | Улога |
| ------------------- | ----- |
| Милован Алач        |       |
| Фарук Арнаутовић    |       |
| Мехо Барјактаревић  |       |
| Миодраг Брезо       |       |
| Азра Ченгић         |       |
| Јасна Диклић        |       |
| Недим Ђухерић       |       |
| Ранко Гучевац       |       |
| Даринка Гвозденовић |       |
| Хамдо Халилбеговић  |       |
| Алма Јахић          |       |
| Милош Кандић        |       |
| Слободан Марић      |       |

Остале улоге  ▼
| Глумац            | Улога             |
| ----------------- | ----------------- |
| Станко Мартиновић |                   |
| Горанка Мирић     |                   |
| Заим Музаферија   |                   |
| Јосип Пејаковић   |                   |
| Горан Ракочевић   |                   |
| Зијах Соколовић   |                   |
| Васја Станковић   |                   |
| Фране Тадић       |                   |
| Александар Војтов | (као Саша Војтов) |
| Фарик Живојевић   |                   |
| Миралем Зупчевић  |                   |